# Koncentracijsko taborišče
Koncentracijsko taborišče (kratica KT) je posebna oblika taborišča oziroma organizacije, ki množično zapira nasprotnike; v skrajni obliki pa je namenjeno tudi njihovemu organiziranemu pobijanju.
Pojem koncentracijskega taborišča označuje vse možne vrste zbirnih, internacijskih in delovnih taborišč, vendar pa ne vključuje razlage namena oz. namembnosti le-teh.
Zbirna taborišča za vojne ujetnike in zapornike ter taborišča za prisilno delo so se razvila že pred časom, od 19. stoletja naprej pa so se razvijala tudi taborišča v povezavi z izgonom, izselitvami in kolonialnimi osvajanji. Od obdobja nacionalsocializma v Nemčiji od leta 1933–1945 pa se pojem koncentracijskih taborišč povezuje predvsem z načrtnimi izgoni in poboji drugače mislečih in še posebej s preganjanjem Judov ter holokavstom. Med izvajanjem tiranije so nacisti zgradili delovna in uničevalna taborišča. Poimenovali so jih tudi »Würdegarten« (častni vrt) ali »Konzertlager«, v njih pa so svoje domnevne ali resnične nasprotnike »prevzgajali«. Z množičnimi poboji, ki so jih nacisti izvajali, so se le-ta ločevala od vseh dotedanjih taborišč.

## Definicija
Koncentracijsko taborišče je ustanova, kjer so pridržani oz. izolirani politični nasprotniki ali ljudje »nevšečnih« etničnih, verskih ali socialnih pripadnosti. Priprtje je največkrat izvedeno brez vsakršne sodbe in brez možnosti obrambe, ugovora ali preizkusa razlogov za pripor.

## Namen koncentracijskih taborišč
Glavni namen
Glavni namen koncentracijskih taborišč je prevzgojiti oziroma kaznovati s pomočjo telesne, psihične kazni, dela ... S tem zmanjšajo moč nasprotnikov.
Drugotni namen
Drugotni namen takšnih taborišč je zastraševalni učinek na preostalo prebivalstvo, saj jih prisotnost KT opominja na spoštovanje zakonov in/ali zvestobo režimu.
Tretji namen
Tretji namen je zaslužiti na račun prevzgojnega dela.

## Vrste KT
- Mladinsko KT
- Zbirno KT
- Delovno KT
- Uničevalno KT
- Internacijsko KT
- KT za vojne ujetnike
- Begunsko KT

## Čas nacionalsocializma v Nemčiji
Koncentracijska taborišča iz obdobja nacionalsocializma so svetovno najbolj znana: Seznam koncentracijskih taborišč v tretjem rajhu.
Po podatkih je v taboriščih tretjega rajha zaradi pobojev ali kot posledica mučenja in bolezni skupno umrlo 6 milijonov ljudi. Tretji rajh je takrat v svoji in zavzetih deželah upravljala več kot 24.000 taborišč.
Prva nemška koncentracijska taborišča so bila delovna taborišča. V njih so bili zaprti sovražniki nacionalsocializma, pripadniki Nemške komunistične partije in Nemške socialdemokratske stranke. Tem so kmalu sledile tudi druge skupine, posebej Judi (glej holokavst), Romi, homoseksualci, predstavniki velikih verskih skupnosti (katoliški in evangeličanski duhovniki, predstavniki protestantske cerkve), verske manjšine (npr. Jehovove priče) in drugi politični nasprotniki (še posebno iz Sovjetske zveze).

### Delovna taborišča
Služila so uničenju skozi delo. Ljudi, ki za delo niso bili več sposobni, so, če niso od izčrpanosti že sami umrli, umorili, največkrat s streljanjem. Bolnike, ki v predvideno štirih tednih niso bili spet sposobni za delo, je medicinsko osebje umorilo z injekcijami fenola. Večina zapornikov je v delovnih taboriščih preživela le kratek čas.
V času vojne so imela delovna taborišča pomembno funkcijo, saj so v njih pridobivali naravne in opečne kamnine. Poleg tega so brezplačno delavsko silo uporabili tudi pri industriji. Najbolj znan je primer v zvezi z barvno industrijo, ki je kot delovno silo uporabljala taboriščnike.

### Uničevalna taborišča
Služila so izključno množičnemu pobijanju Judov, Romov, homoseksualcev in drugih osovraženih skupin s pomočjo plinskih celic. Nacionalsocialistični aparat za pobijanje se je pri tem koncentriral predvsem na Jude, k velikemu delu žrtev pa spadajo tudi druge skupine, npr. ruski vojni ujetniki. Taborišča tega tipa so bila postavljena med decembrom 1941 in julijem 1942 v Chelmnu, Warthelandu, Belžcu, Sobiboru in Treblinki, po ogromnem številu žrtev pa sta znani predvsem taborišči Auschwitz-Birkenau in Majdanek.

### Organizacija
Skupno je bilo vodilnih 23 koncentracijskih taborišč, ki so bila samostojna in so organizacijsko pod sabo imela še 1000 t. i. zunanjih taborišč. Ta vodilna taborišča so bila:
- Tretji rajh:
  - Arbeitsdorf
  - Bergen-Belsen
  - Buchenwald
  - Dachau
  - Flossenbürg
  - Groß-Rosen
  - Dora-Mittelbau
  - Neuengamme
  - Ravensbrück
  - Sachsenhausen
  - Niederhagen-Wewelsburg
- Avstrija
  - Mauthausen
- Poljska
  - Auschwitz I Stammlager
  - Auschwitz-Monowitz
  - Majdanek
  - Warschau
  - Krakau-Plaszow
  - Stutthof
- Estonija
  - Waiwara
- Litva
  - Kauen
- Latvija
  - Riga-Kaiserwald
- Francija
  - Natzweiler-Struthof
- Nizozemska
  - Herzogenbusch

Temu sistemu so bila priključena še ostala taborišča. Izolirane dele mest so poimenovali geto. Samo v Vzhodni Evropi je bilo getov približno 600, v njih pa so internirali najmanj 4 milijone ljudi.

### Medicinski eksperimenti
Na odraslih in otrocih so zdravniki, kot npr. Josef Mengele (Auschwitz), Robert Ritter (Buchenwald) in drugi, izvajali različne eksperimente, zaradi katerih so taboriščniki večinoma v mukah umrli. Okužili so jih npr. s pegavico in tuberkulozo, da bi na njih testirali cepivo, ipd. Nürnberški proces proti zdravnikom se je odvijal od 9. decembra 1946 do 20. avgusta 1947, pred Mednarodnim vojaškim sodiščem. Med drugimi je bil tam obtožen vodja oddelka za tropsko medicino Gerhard Rose, zaradi poskusov s pegavico na Sintih in Romih v Buchenwaldu.

### Načini usmrtitve taboriščnikov
Vzroki smrti taboriščnikov so bili v uradnih listinah nacionalsocialističnih organov pogosto šifrirani. Uporabljale so se okrajšave – znaki, ki jih je kasneje Inšpektorat koncentracijskih taborišč obdelal in priredil. Uporabljale so se naslednje okrajšave:
- 14 f 1 : naravna smrt
- 14 f 2 : prostovoljna smrt ali nezgoda
- 14 f 3 : ustrelitev ali pobeg
- 14 f I : eksekucija
- 14 f 13 : zaporniki šibkega zdravja in smrt zaradi opeklin

## Zgodovina KT
Čeprav so KT dobila svoj sloves med drugo svetovno vojno, so obstajala že pred tem. Tako so jih poznali že med burskima vojnama, prvo svetovno vojno in v "uporabi" so še danes.

### Prva koncentracijska taborišča
Prvič je ameriška vojska leta 1838 v taborišče prisilno zaprla Indijance. Ukrep je ukazal takratni predsednik Andrew Jackson, da bi uveljavil t. i. »Indian Removal Act« (»Zakon o odstranitvi Indijancev«). Tudi kasnejše ameriške rezervate za Indijance lahko prištevamo k taboriščem. Ljudje so bili tam namreč pridržani iz rasističnih razlogov pod nehumanimi ževljenskimi pogoji. Onemogočena jim je bila eksistenca, moški, ženske in otroci pa so trpeli pomanjkanje hrane. Poskusi pobega ali upora so bili kaznovani s smrtjo.
Zgodovina pojma koncentracijskih taborišč sega že v čas kubanskega boja za neodvisnost proti Španiji v letih 1868−1898, ko je sprva španski general Valmaseda in kasneje general Valeriano Weyler y Nicolau ukazal zapreti vse upornike v koncentracijska taborišča, t. i. »compos de reconcentración«. 
Pojem koncentracijskih taborišč je kasneje uveljavila še britanska vojska v burski vojni v letih 1899−1902. Burske ženske in otroke, kot tudi Afričane, ki so živeli na tem območju, so izselili v taborišča v Južni Afriki. Čeprav to niso bila uničevalna taborišča, so zaporniki trpeli zaradi podhranjenosti, slabih higienskih razmer in posledično visoke smrtnosti. V teh taboriščih je umrlo približno 26000 žensk in otrok. Razmere so se umirile šele, ko je Emily Hobhouse razkrila razmere v južnoafriških taboriščih.
Tudi nemške kolonialne enote so v takratni nemško-južnozahodnoafriški koloniji izvajale genocid nad ljudstvi Herero in Nama. Po podatkih nemške vojaške uprave je med oktobrom 1904 in marcom 1907 tam skupno umrlo 7682 ljudi. Prvo taborišče, ki je bilo označeno z dejanskim nazivom »koncentracijsko taborišče«, je bilo v Nemčiji leta 1920. Tam so bili zaprti predvsem Judi iz Vzhodne Evrope, pa tudi Sinti in Romi. Zaradi protestov proti nečloveškim življenjskim pogojem, je bilo taborišče leta 1923 razpuščeno.

### Severna Amerika
V prvi svetovni vojni je Kanada internirala na tisoče Ukrajincev in jih prisilila v delo v železarski industriji in gozdarstvu. V drugi svetovni vojni so bili internirani ljudje japonskega, nemškega in italijanskega porekla. Od afganistanske vojne kot reakcija na teroristične napade 11. septembra 2001 zapira ameriška vojska osumljene sodelovanja s talibanskim režimom in Al Kaido v velikem številu v taborišča v zalivu Guantanamo na Kubi. Ker jim ameriška vlada ne prizna statusa vojnih zapornikov, taboriščniki nimajo nobenih pravic razen tistih, ki jih za njih predvidi ameriška vojska.

### Sovjetska zveza in Vzhodna Evropa
V času stalinizma so v Sovjetski zvezi delovala koncentracijska taborišča, ki jih danes dostikrat imenujemo »gulag«, po glavnem oddelku sovjetskega notranjega ministrstva, ki je bilo vodilno pri upravljanju taborišč. Taborišča so služila kot zaporniška taborišča, v njih pa so bili zaprti »navadni« prestopniki, kot tudi politični nasprotniki.
Od 1930–1959 je bilo v taboriščih zaprtih približno 18 milijonov ljudi, najmanj 1,5 milijonov jih je umrlo. Nekatere cenitve žrtev v desetletju leninističnega in stalinističnega terorja so še večje in presegajo več milijonov žrtev. Pod Leninovo in Stalinovo oblastjo se je lahko zgodilo, da je bila oseba ovadena in aretirana zgolj zaradi kritične izjave v krogu družine ali celo zaradi kraje jabolka. Zaradi velikega terorja v letih 1937−1938 se je tako zgodilo, da je bilo zaprto ogromno število nedolžnih, njihova priznanja pa so bila največkrat izrečena pod prisilo.
Po drugi svetovni vojni je bilo v taboriščih zaprto veliko število ljudi, ki so resnično ali domnevno sodelovali z Nemci ali pa so bili sami Nemci (npr. taborišča na Češkoslovaškem in Poljskem). Pogoji v taboriščih seveda niso bili v skladu z Ženevsko konvencijo, umrlo je veliko število ljudi. Pod komunistično diktaturo Nicolaeja Ceauşescuja v Romuniji so nasprotnike režima zapirali v zapore in norišnice. Ceauşescujev poskus povečanja romunskega prebivalstva je pripeljal do ustanavljanja otroških gulagov za prizadete, invalidne in »odvečne« otroke, npr. v Cighidu.

### Italija
Seznam največjih taborišč fašistične Italije:
| Ime taborišča                        | Od             | Do                 |
| ------------------------------------ | -------------- | ------------------ |
| Rab                                  | julij 1942     | 11. september 1943 |
| Chiesanuova v bližini Padove         | junij 1942     |                    |
| Gonars v bližini Palmanove           | marec 1942     | 8. september 1943  |
| Molat                                | 30. junij 1942 | 8. september 1943  |
| Monigo v bližini Trevisa             | junij 1942     |                    |
| Renicci di Anghiari v bližini Arezza | oktober 1942   |                    |
| Visco v bližini Palmanove            | zima 1942      |                    |

V italijanskih taboriščih in v taboriščih zavzete Dalmacije in severnohrvaške obale (Bakar, Kraljevica, Molat, Rab, Zlarin) je bilo v letih 1941−1943 zaprtih nekaj 100.000 civilistov.
Prisilno delo in nemogoči življenjskih pogoji so mnogo ljudi stali življenja. Taborišči na Molatu in Rabu (34 % zapornikov je umrlo) sta bili kot smrtni taborišči še posebej razvpiti.
Uničevalno taborišče v Italiji je bila tržaška Rižarna.

### Jugoslavija (1935-1945)
Kraljevina Jugoslavija je po nemškem in italijanskem vzoru začela odpirati koncentracijska taborišča leta 1935. Prvo taborišče je bilo v Višegradu. Nekatera taborišča so po okupaciji Jugoslavije leta 1941 prevzeli Nemci oziroma kvizlinški režimi: na Hrvaškem ustaši, v Srbiji pa Nedićeva Specialna policija.
Od leta 1935 do konca druge svetovne vojne (1945) so bila na ozemlju Jugoslavije naslednja koncentracijska taborišča:
- Banjica pri Beogradu (5. julij 1941–7. september 1944). Taborišče je upravljala Nedićeva Specialna policija pod nadzorom nemškega Gestapa. Od 100.000 taboriščnikov jih je bilo ubitih okrog 80.000. Pripadnike Narodnoosvobodilne vojske (NOV) so streljali v Jajincih, kjer je okupator leta 1943 sežgal okrog 68.000 trupel, in v Jabuki pri Pančevu. Del banjiških taboriščnikov so pomorili v avtomobilih-plinskih celicah.
- Bileća (januar 1940–november 1940). Na podlagi protiustavnega odloka, ki ga je sprejela jugoslovanska vlada leta 1935, so policijske oblasti brez sodniških obsodb pošiljale v Bilećo komuniste in antifašiste.
- Rdeči križ v Nišu (1941–1944). V taborišču so bili zaprti Srbi, Judje in simpatizerji narodno osvobodilnega gibanja, v glavnem iz vzhodne Srbije. Od 20.000 taboriščnikov jih je bilo okrog 10.000 ustreljenih na bližnjem hribu Bubanj. Taborišče je upravljala Nedićeva Specialna policija pod nadzorom Gestapa. Med vstajo februarja 1942 je sto antifašistom uspelo pobegniti, mnoge pa so med begom ubili.
- Danica v Koprivnici (april 1941–november 1943). Od ustanovitve taborišča do prve osvoboditve Koprivnice november 1943 so ustaši v njem ubili nekaj tisoč ljudi.
- Đakovo v Slavoniji (od aprila 1941). Del taboriščnikov, večinoma Judov, so ubili, večino pa so odpeljali na likvidacijo v koncentracijsko taborišče Jasenovac.
- Hrušćica pri Travniku (1941). Manjši del taboriščnikov, večinoma Judov, so ustaši pobili, nekaj tisoč ujetnikov pa so ubili kasneje v Jasenovcu.
- Jadovno pri Gospiću (od aprila 1941). V Jadovnu so ustaši od maja do avgusta 1941 ubili neugotovljeno število (72.000) taboriščnikov. Večino so pometali v jamo Jadovno, nekaj pa v jamo pri vasi Stupačinovo. Del taboriščnikov so premestili v druga taborišča.
- Fašistična koncentrcijska taborišča med drugo svetovno vojno v JugslavijiJasenovac (1941-1945), največje koncentracijsko taborišče na ozemlju okupirane Jugoslavije. Taborišče je ustanovila Neodvisna država Hrvaška (NDH) po zgledu nemških taborišč za množično uničevanje ljudi. V taborišču je bilo največ Srbov, Judov, Romov in hrvaških antifašistov. Metode, ki so jih v taborišču uporabljali ustaši, so zgrozile celo Nemce. 23. aprila 1945 so se ujetniki uprli in poskušali pobegniti. Pobeg je uspel samo nekaj deset ujetnikom, okrog 2.000 pa so jih na begu ubili. Število žrtev taborišča je bilo dolga leta sporno – od nekaj tisoč do skoraj milijon. Po trenutno zbranih podatkih (2008) je v taborišču umrlo okrog 80.000 ljudi.
- Jastrebarsko (od 1941). Ustaši so v taborišču pobili nekaj tisoč ujetnikov.
- Kerestinec (1940-julij 1941). V to taborišče je jugoslovanska policija pošiljale antifašiste in komuniste. Po zlomu Jugoslavije so taborišče prevzeli ustaši, ki so najprej postrelili deset najbolj znanih hrvaških predvojnih komunističnih voditeljev, med njimi Ognjena Prico, Otokarja Keršovanija in B. Adžijo. Ostalih 86 taboriščnikov je pobegnilo, vendar so večino ujeli in ustrelili.
- Lepoglava, kaznilnica, od 1940 tudi koncentracijsko taborišče, v katerega so brez sojenja pošiljali komuniste in domoljube iz Hrvaške. Aprila 1941 je jugoslovanska policija predala ustašem 40 političnih zapornikov. Julija 1943 so kaznilnico napadli partizani in iz nje osvobodili sto političnih ujetnikov.
- Molat. V drugi svetovni vojni so italijanski okupatorji na otoku Molatu ustanovili veliko koncentracijsko taborišče, v katerem so bile zaprte družine, ki so jih osumili, da pomagajo narodno osvobodilnemu gibanju.
- Pag (Slano, od 1941). Ustaši so v taborišču likvidirali nekaj tisoč taboriščnikov.
- Rab. Italijansko koncentracijsko taborišče, v katerem je bilo ob kapitulaciji Italije 8. septembra 1943 4390 taboriščnikov, med katerimi je bilo mnogo Slovencev. Po osvoboditvi taborišča je 900 ujetnikov ustanovilo partizansko Rabsko brigado.
- Sajmište (staro), nemško koncentracijsko taborišče v Zemunu pri Beogradu (1941–1944). Taborišče je upravljal Gestapo tudi po oktobru 1941, ko je Zemun pripadel NDH. Od 90.000 ujetnikov je bilo okrog 40.000 žrtev, predvsem Judov, borcev NOV in antifašistov.
- Sisak (od 1941). V taborišču je bilo ubitih nekaj tisoč ujetnikov.
- Smederevska Palanka, (1940 in 1942–1944). V taborišče, ki je bilo ustanovljeno leta 1940, so brez sojenja pošiljali antifašiste in komuniste. Po nemški okupaciji Jugoslavije se je taborišče preimenovalo v "Zavod za prisilno prevzgajanje mladine". Taborišče ja varovala kolaboracijska Srbska državna straža pod nadzorom Nedićeve Specialne policije in Gestapa. Na "prevzgoji" je bilo 1270 mladih taboriščnikov.
- Sremska Mitrovica (od 1941). V tem ustaškem taborišču je bilo okrog 10.000 žrtev. Avgusta 1941 je s pomočjo Komunistične partije Jugoslavije iz kaznilnice pobegnila skupina zapornikov.
- Stara Gradiška (1941–1944) je bila podružnica taborišča v Jasenovcu. V njej so ustaši pobili okrog 75.000 zapornikov, v glavnem Srbov, Judov in hrvaških antifašistov.
- Šabac. Taborišče je ustanovila nemška vojska konec septembra 1941. Skozi taborišče je šlo kakšnih 30.000 prebivalcev Mačve. Taboriščnike so imeli v glavnem za talce, ki so jih streljali iz maščevanja.

### Jugoslavija (1945-1948)
Povojna koncentracijska taborišča na ozemlju nekdanje Jugoslavije so bila koncentracijska taborišča, ki jih je po koncu druge svetovne vojne , v maju 1945, začela ustanavljati nova komunistična oblast. Ustanovljena so bila za potrebe zbiranja, izgona in usmrčevanja pripadnikov nemške manjšine, madžarske manjšine, protikomunističnih vojaških enot in številnih civilistov, ki jih je nova oblast dojemala kot sebi sovražne. Komunistična koncentracijska taborišča so na Slovenskem obstajala od maja 1945 do pozne jeseni 1945, kasneje pa so bila večinoma reorganizirana v kazenska taborišča za prisilno delo. V ostalih zveznih republikah nekdanje Jugoslavije so se ohranila vsaj do leta 1948.

### Jugoslovanska vojna (1991-1995)
V Bosni in Hercegovini je bilo v taboriščih bosanskih Srbov (Srebrenica, Omarska, Sremska Mitrovica, Luka Brčko ...) zaprtih preko 200.000 Bosancev. Ubili so več kot 10000 ljudi, predvsem ženske islamske veroizpovedi in Hrvatice pa so množično posiljevali. Okrutno mučenje, izstradanje in streljanje je bilo na dnevnem redu.
Duška Tadića, enega od paznikov v koncentracijskem taborišču Omarska, je sodišče za vojne zločine Organizacije združenih narodov obsodilo na 20 let zapora. Koncentracijska taborišča v Bosni in Hercegovini med 1992 in 1995:
- Batkovica
- Čelebići
- Dretelj
- Hrasnica
- Igman
- Keraterm
- Kozarac
- Luka Brčko
- Ljubuški
- Manjača
- Mostar
- Omarska
- Tarčin-Silos
- Trnopolje
- Visoko
- Zenica

### Španija
Tudi v Francovi Španiji so falangisti ustanovili veliko število taborišč, ki so še danes zelo slabo poznana.

### Grčija
Pod diktaturo Georgiosa Papadopoulosa je bilo v Grčiji ustanovljeno kar nekaj taborišč za nasprotnike režima, o katerih ve javnost zelo malo.

### Japonska
V premaganih deželah je tudi japonski osvajalec v drugi svetovni vojni postavil številna koncentracijska taborišča, razmere v njih pa so bile zelo podobne nemškim. Posebno tragična je bila usoda številnih korejskih suženjskih delavcev in tisočih mladih kitajskih in korejskih žensk, ki so se bile kot prisilne prostitutke na razpolago japonskim vojakom na fronti. Poleg tega so v taboriščih izvajali razne medicinske eksperimente, kot npr. okužbe z raznimi boleznimi, na Rusih, Kitajcih in ostalih zapornikih.
Japonska se je Južni Koreji šele leta 2015 opravičila za spolno suženjstvo.

### ZDA
Ob začetku druge svetovne vojne so ZDA postavile taborišča za vse sumljive prebivalce japonskega ali nemškega porekla. Tako so poznana npr. taborišča v Kaliforniji, saj je bilo tja odpeljanih večina japonskih družin.
Danes imajo ZDA v lasti taborišče na Kubi (Guantanamo Bay) za ljudi, ki so osumljeni terorizma. Uradno je bila označitev »koncentracijsko taborišče« sicer zavrnjena, a proti tem zgovorno priča dejstvo, da so bili zaporniki v taborišče zaprti brez kakršnekoli sodne obravnave. Kritiki tako pravijo, da taborišče izpolnjuje vse norme pravega koncentracijskega taborišča. Organizacija za človekove pravice močno graja življenjske pogoje v taborišču, saj naj bi zaporniki utrpeli fizično in psihično škodo. Tudi organizacija Rdeči križ naj bi po podatkih New York Timesa novembra 2004 protestirala proti ameriški vladi in življenjskih pogojih v taborišču.

### Avstralija, Nova Zelandija, Švica
Med obema svetovnima vojnama so skoraj vsepovsod v internacijska taborišča zapirali pripadnike protivojnih partij, v Švici pa tudi ljudi, ki so prej bežali in se izogibali nacističnim taboriščem. Ta taborišča so bila kar brez zadrege imenovana »koncentracijska taborišča«, a beseda je imela takrat še nekoliko drugačen, racionalen prizvok. A razmere v njih so bile v primerjavi z nemškimi taborišči precej ugodne.

### Severna Koreja
Koncentracijska taborišča v Severni Koreji se delijo na dva tipa: taborišča za politične zapornike (korejsko Kwan-li-so) in taborišča za prevzgojo (korejsko Kyo-hwa-so). V taboriščih vladajo nehigienske in druge življenjsko nevarne razmere. Taborišča je leta 1948 po prevzemu oblasti komunistične partije ustanovil Kim Il-sung in v taboriščih uvedel prisilno delo in mučenja. Po poročanju ameriških in južnokorejskih uradnikov naj bi bilo v času vladanja Kima Džong-ila leta 2004 v taboriščih zaprtih več kot 200.000 političnih zapornikov. V taboriščih so zaporniki podvrženi mučenju in drugemu nečloveškemu ravnanju, zaradi česar večina zapornikov ne preživi svoje zaporne kazni. Veliko jih umre tudi zaradi lakote in raznih delovnih nesreč. V primeru, da se zaporniki upirajo, ali pa da delajo prepočasi, jih stražarji pretepajo in mučijo. V primeru poskusa kraje hrane in poskusa pobega pa zapornike javno usmrtijo. International Coalition to Stop Crimes Against Humanity in North Korea (ICNK) ocenjuje, da v taboriščih v Severni Koreji letno umre okrog 10.000 ljudi.

### Kambodža
V Kambodži je pod vodstvom Pol Pota umrlo precejšnje število ljudi. V tednih, ko so oblast prevzeli Rdeči Kmeri, so celotno prebivalstvo glavnega mesta prepeljali na deželo, kjer so delali na poljih. Od skupno 7 milijonov ljudi jih je umrlo od 1,7 do 2 milijona za posledicami prisilnih del v povezavi s skromno prehrano, slabo medicinsko oskrbo in številnimi množičnimi poboji.

### Čile
Po prevzemu oblasti fašistov je Junta zaprla nasprotnike na nogometna igrišča, kjer so bili pod milim nebom izpostavljeni žarečemu soncu, prahu in lakoti. Nekaj so jih tudi ubili.

### Kitajska
Zaporniška koncentracijska taborišča imenovana »laogai« so na Kitajskem odprli po prevzemu oblasti komunistične partije. V njih so zapirali predvsem nasprotnike režima, pa tudi druge ljudi. Največ ljudi je bilo v taborišča zaprtih v času Maovega režima.
Po pokolu na Trgu nebeškega miru po leta 1989 in s tem povezanim prevzemom oblasti Jianga Zemina so po tem, ko so v 70 letih zaradi reform Denga Šjaopinga veliko zapornikov izpustili, v delovna taborišča zaprli milijone disidentov.
V njih so zapirali s strani partije preganjane skupine, kot npr. Tibetance, kristjane, demokrate, pripadnike verskega gibanja Falun Gong, lastnike šol Qigong, borce za človekove pravice, Uyghure, člane sindikata ...
V kitajskih propagandnih filmih so delovna taborišča predstavili kot neškodljiva in hkrati prikrili dokaze zlorab in mučenja, ki so se tam odvijala.
Pred nekaj leti so na dan prišla poročila o sirotišnicah, kamor zaradi politične odločitve o samo enem otroku na družino, zapirajo »odvečne« in invalidne otroke, največkrat deklice. Življenjski pogoji v teh taboriščih so tako slabi, da od 30–50 % otrok v kratkem času umre.

## Vir
- Opća enciklopedija JLZ, Zagreb 1978, IV, 500-504 (za taborišča na ozemlju Jugoslavije (1935-1945))

1. ↑  Dr. Milko Mikola, Rdeče nasilje, Celjska Mohorjeva družba, 2012